# 冯庄镇
冯庄镇，是中华人民共和国河南省新乡市获嘉县下辖的一个乡镇级行政单位。

## 行政区划
冯庄镇下辖以下地区：
冯庄村、新安屯村、尹寨村、岳寨村、野场村、崔槐树村、张槐树村、忠义村、古墙村、前小召村、固县村、张庄村、张堤村、职王村、屯街村、职庄村、王井村、寺后村、刘庄村、段庄村、赵圪瘩村、梁堤村和孟营村。

## 交通
- 京广铁路、郑新城际铁路：忠义站